# Jerry Andersson
Dan Jerry Volmar Andersson, född 11 november 1939 i Arvika Östra församling, Arvika,  död 1 februari 2013 i Olofstorp, Bergums församling, Göteborg, var en svensk konstnär. 
Andersson är som konstnär autodidakt och medverkade i samlingsutställningar på Liljevalchs 1966 och i Göteborgare på Göteborgs konsthall. Separat ställde han ut på Mathias Fels i Paris, Färg och Form i Stockholm, Galleri Gripen i Karlstad samt Arvika Konsthall.
Han tilldelades stipendium från Konstnärsnämnden och Göteborgs stads kulturstipendium.
Hans konst består av miniatyrartat detaljrikt måleri samt landskapsmotiv från Lofoten.
Andersson är representerad vid Statens konstråd, Värmlands museum och i ett flertal kommuner och landsting. Han är begravd på Bergums kyrkogård.